# Farmington (Utah)
Farmington is een plaats (city) in de Amerikaanse staat Utah, en valt bestuurlijk gezien onder Davis County.

## Demografie
Bij de volkstelling in 2000 werd het aantal inwoners vastgesteld op 12.081.
In 2006 is het aantal inwoners door het United States Census Bureau geschat op 15.540, een stijging van 3459 (28,6%).

## Geografie
Volgens het United States Census Bureau beslaat de plaats een oppervlakte van
20,1 km², geheel bestaande uit land. Farmington ligt op ongeveer 1336 m boven zeeniveau.

## Plaatsen in de nabije omgeving
De onderstaande figuur toont nabijgelegen plaatsen in een straal van 12 km rond Farmington.